# Zminjak
Zminjak (en serbe cyrillique : Змињак) est une localité de Serbie située sur le territoire de la ville de Šabac, district de Mačva. Au recensement de 2011, elle comptait 1 258 habitants.
Zminjak est officiellement classé parmi les villages de Serbie.

## Démographie

### Évolution historique de la population
| 1948  | 1953  | 1961  | 1971  | 1981  | 1991  | 2002  | 2011  |
| ----- | ----- | ----- | ----- | ----- | ----- | ----- | ----- |
| 1 310 | 1 426 | 1 596 | 1 597 | 1 536 | 1 521 | 1 467 | 1 258 |

|  |